# Malacopteron albogulare
La tordina pechigrís (Malacopteron albogulare) es una especie de ave paseriforme de la familia Pellorneidae propia del sudeste asiático.

## Distribución y hábitat
Se encuentra únicamente en la península malaya y las islas de Sumatra, Bangka y Borneo. Su hábitat natural son los bosques húmedos tropicales.

## Subespecies
Se reconocen las siguientes:
- M. a. albogulare (Blyth, 1844) - península malaya, Sumatra
- M. a. moultoni (Robinson & Kloss, 1919) - Borneo